# .32 Winchester Special

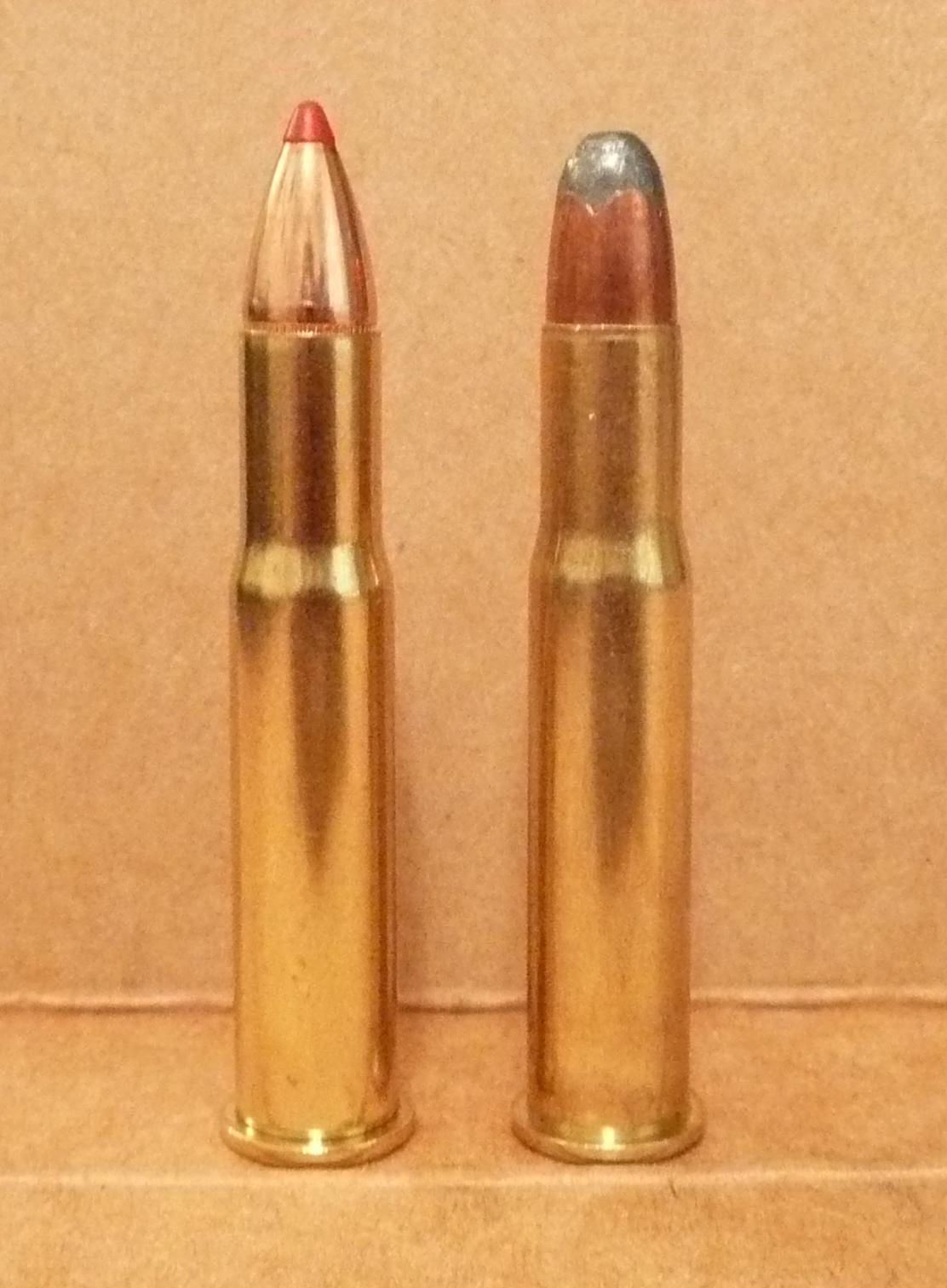
O .32 Winchester Special com:
165 Grain Hornady FTX (esq.) e
170 Grain Remington SP (dir.)

O .32 Winchester Special (ou .32 WS) é um cartucho de fogo central com aro em formato de "garrafa" criado em outubro de 1901 para uso no rifle por ação de alavanca Winchester Model 1894. É semelhante em nome, mas não relacionado ao cartucho .32-20 Winchester (que também é conhecido como .32 WCF).

## Histórico
O .32 WS é baseado no cartucho .30-30 Winchester de 1895, mas difere do .30-30 no diâmetro da bala. Mais significativamente, a Winchester diminuiu a taxa de torção de estriamento em seu rifle Model 94, de 1:12 quando com câmara para o .30-30 para 1:16 quando com câmara para o .32 Winchester Special. A Winchester usou a torção mais lenta para reduzir a retenção de incrustação ao criar um novo cartucho para esportistas que queriam recarregar suas próprias munições usando pólvora negra e balas fundidas.
O .32 WS também foi comercializado como um cartucho mais poderoso do que o .30-30 e ainda tinha menos recuo do que o .30 Army. Este novo cartucho obteve sucesso apenas moderado e permaneceu prejudicado pela pequena seleção de balas disponíveis no diâmetro de .321 polegadas. Há uma ampla seleção de tipos e pesos de balas para o .30-30, enquanto as únicas balas comumente disponíveis com diâmetro de .321 são de 170 e 165 grãos. Além disso, devido à torção lenta do cano, a precisão sofre quando o cano fica desgastado.

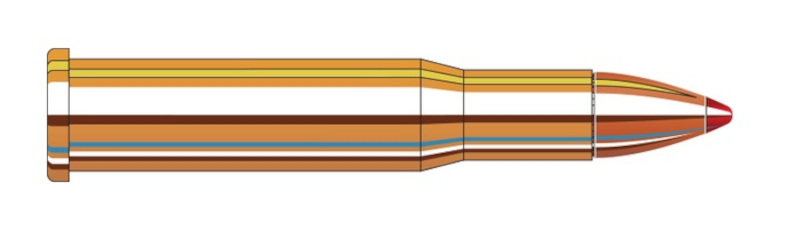
O cartucho .32 WS.

## Performance
A balística do .32 WS é semelhante a do cartucho .30-30 e sua bala de calibre .308 (7,62 mm), mas o diâmetro maior .321 (8,15 mm) da bala .32 WS criará um ferimento maior. No entanto, dado o mesmo peso da bala em ambos os calibres, o calibre .30 teria uma densidade seccional maior e, correspondentemente, maior penetração. De acordo com as reivindicações originais da Winchester, o .32 WS tem cerca de 5-10% mais energia do que o .30-30 em distâncias próximas, e menos em distâncias mais longas devido ao maior arrasto devido ao maior diâmetro do .321 e densidade seccional reduzida.

## Dimensões

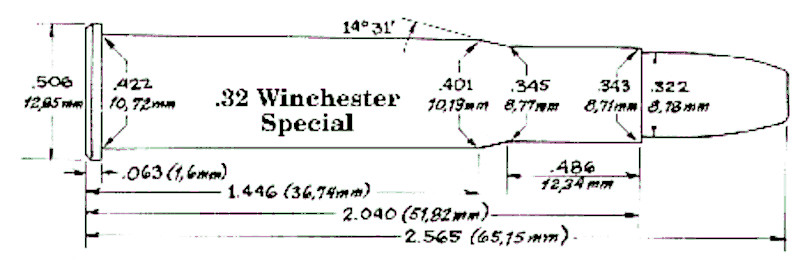